# Red española de Filosofía
La Red española de Filosofía (también abreviado como REF) es una organización filosófica de ámbito español. Su objetivo es vertebrar a la comunidad filosófica y "coordinar a todas las asociaciones, fundaciones, instituciones docentes, centros de investigación, etc., relacionados con el ejercicio de la profesión filosófica". Está constituida por la Conferencia española de Decanatos de Filosofía, el Instituto de Filosofía del CSIC y más de cincuenta asociaciones filosóficas de diversa índole. Su sede se encuentra en la Facultad de Filosofía de la UNED.
De ámbito nacional en todo el Estado español, cuenta con plena capacidad de representación internacional. Entre sus funciones se encuentran la defensa, difusión, promoción y fomento del ejercicio de la filosofía.

## Historia
La REF nació el 29 de junio de 2012 en la Facultad de Filosofía de la Universidad Complutense de Madrid. Un año después se constituýó una Asamblea General Constituyente en la que se aprobaron sus estatutos y se compuso la primera Junta directiva de la REF. Antonio Campillo fue su primer presidente, mandato que duró hasta 2017. Fue sucedido en el cargo por María José Guerra Palmero.

## Actividad
Entre otras cosas, la Red española de Filosofía actúa como eje vertebrador del resto de organizaciones filosóficas, públicas y privadas, del territorio español. Asimismo, organiza periódicamente congresos de ámbito estatal para debatir "la situación actual de la filosofía en sus diferentes modalidades y ámbitos temáticos".
Desde 2013 la Red española de Filosofía se ha ocupado de la organización de la Olimpiada Filosófica de España, en la que participan los ganadores de las distintas olimpiadas filosóficas de cada comunidad autónoma.

### Defensa de la Filosofía
Además, la Red española de Filosofía colabora de manera activa en la defensa de la Filosofía en la Educación secundaria con diversos comunicados y otras actividades.
Algunas de sus reivindicaciones en este sentido han llegado al Congreso de los Diputados, donde Antonio Campillo, presidente de la REF, llegó a comparecer en defensa de la Filosofía.
Por otra parte, la Red española de Filosofía se mantiene activa en varias redes sociales.